# La Providencia, Tlapa de Comonfort
La Providencia är en ort i Mexiko.   Den ligger i kommunen Tlapa de Comonfort och delstaten Guerrero, i den sydöstra delen av landet, 220 km söder om huvudstaden Mexico City. La Providencia ligger 1 092 meter över havet och antalet invånare är 363.
Terrängen runt La Providencia är huvudsakligen kuperad. La Providencia ligger nere i en dal. Runt La Providencia är det ganska tätbefolkat, med 86 invånare per kvadratkilometer. Närmaste större samhälle är Tlapa de Comonfort, 2,7 km öster om La Providencia. I omgivningarna runt La Providencia växer huvudsakligen savannskog.